# ヒルシュスプルング病
ヒルシュスプルング病（ヒルシュスプルングびょう、英: Hirschsprung's disease）は、消化管の蠕動運動を司る神経叢の先天性の欠如によって、新生児・乳児期より腸管拡張・腸閉塞像を呈する疾患。
先天性巨大結腸症（せんてんせい きょだいけっちょうしょう、英: congenital megacolon）とも言われる。
日本では難病法による指定難病に含まれている。

## 概要
1886年に、デンマークの内科医ハラルド・ヒルシュスプルングによって報告された。

## 病因
拡張腸管の病理組織所見にて、腸管壁のアウエルバッハ神経叢・マイスナー神経叢の欠如が認められており、先天性的な神経叢の欠如によって、消化管の蠕動運動が低下することで生じると考えられている。
遺伝学的に、Ret遺伝子の変異が認められることが報告されている。

## 臨床像
出生直後から腹部膨隆、便秘を来す。
重症の場合には、腸管が過度に伸展することで血流が絶たれ、重度の大腸炎を起こすこともある。その場合、悪臭の強い下痢便や粘血便が出るようになる。
合併症として壊死性腸炎、穿孔、腹膜炎、敗血症などがみられることがあり、最悪の場合、死亡することもある。

## 治療
腸管壁の神経節細胞が欠如した領域が非常に狭い場合は浣腸などでコントロールできることもあるが、ほとんどの患者は腸管の無神経節領域を切除し端々をつなぎ合わせる手術が必要である。無神経節領域の広さにより、根治手術を行う場合や、人工肛門や小腸瘻（しょうちょうろう）を造設する場合もある。近年は、腹腔鏡補助下手術や経肛門手術が導入されつつある。
手術後の合併症として短腸症候群があげられる。